# Aixurubal·lit I

Mapa polític de l'Orient Mitjà al primer període cobert per les Cartes d'Amarna, primera meitat del

Aixurubal·lit I o Aššur-uballiṭ I (en accadi, ‘el déu Aixur ha donat la vida’) va ser rei d'Assíria, segons la Llista dels reis d'Assíria. A causa de les diferències entre les tres principals llistes de reis assiris, hom no el pot situar cronològicament amb seguretat però generalment es considera que va regnar des d'entre el 1370 aC/1360 aC al 1340 aC/1330 aC.
L'enfonsament de Mitanni després de la divisió del regne, del que se'n va separar la part oriental on Artatama II es va proclamar rei d'Hurri o dels hurrites, va afavorir Assíria, fins llavors sotmesa a aquell regne, que va establir el seu domini sobre la rica regió agrícola al nord-est, a la plana de Nínive, poblada per hurrites, i va començar a controlar les rutes comercials. Aixurubal·lit va ajudar Artatama II i el seu fill Xuttarna III (associat al tron pel seu pare quan es va fer gran) i no només Mitanni va perdre la força per demanat tribut sinó que Hurri va haver de pagar tribut a Assur. Així Assíria va ascendir en importància cap a un nivell similar al de les altres potències regionals: Babilònia, els hitites i fins llavors mateix Mitanni.
Aquest ascens en la seva posició es reflecteix en les Cartes d'Amarna dirigides a Amenofis III i Amenofis IV (Akhenaton). Entre aquestes cartes n'hi ha dues d'Aixurubal·lit I (la segona és una continuació de la primera) en les quals es refereix al seu predecessor Aixurnadinahhe II ("el meu pare" en sentit d'"ancestre" i no de pare biològic) que ja havia tingut contactes amb Egipte. El rei de Babilònia Burnaburiaix II (que devia regnar entre el 1375 aC i el 1347 aC) es va sentir molest per aquests contactes, ja que es considerava sobirà d'Assíria, i va escriure al faraó: "en relació als meus vassalls assiris, jo no he estat qui us els ha enviat; ¿perquè es dirigeixen al vostre país sense legítima autoritat?. Si vós sou lleial a mi no podran concertar cap negoci; retorneu-los amb les mans buides".
Però finalment el rei de Babilònia es va adonar de l'augment de poder d'Assíria i va acceptar amb plaer el matrimoni amb la filla d'Aixurubal·lit, Mubal·litat-Xerua. Del matrimoni en va néixer un fill de nom Kadaixman-Kharbe (Karakhardaix?). Karakhardaix va pujar al tron a la mort del seu pare (havia de ser molt jove, un nen de pocs anys), però la presència d'una reina assíria (sigui la seva mare o la seva esposa) va ser mal acollida per la noblesa local que va organitzar una revolta al cap de pocs mesos (entre 6 i 18 mesos). Karakhardaix va morir assassinat per un cortesà, i el príncep cassita Nazibugaix (Suzigaix) posat al tron pels rebels. Això va donar excusa a Aixurubal·lit per intervenir a Babilònia en revenja del seu net (fill de la seva filla). Les forces assíries van ocupar Babilònia cap a l'any 1345 aC i van posar al tron a Kurigalzu II, germà de Karakhardaix (però probablement d'una altra mare, és a dir que no era net del rei assiri), que era un infant de pocs anys. Així Babilònia va esdevenir de fet un protectorat assiri.
En algun moment Aixurubal·lit va fer una expedició contra els xubari, un poble que vivia a l'est del Tigris i sembla que prop de la frontera amb Elam. Kurigalzu II, o el seu govern, que necessitaven mostrar distància amb els assiris, es van enfrontar a Aixurubal·lit o segons la Història sincrònica al seu fill Enlilnirari que el va succeir.